# Шубичі
Шубичі, одне з дванадцяти стародавніх хорватських племен і хорватський знатний рід, що походить від системи племінних старійшин. Племінні старійшини відіграли значну роль у конституції та існуванні незалежних і суверенних середньовічних хорватської та боснійської держав, маючи право обирати короля, і протягом кількох століть як видатні феодали вони були впливовими в політичному, соціальному, економічному та культурне життя країни.

## Походження і осідок
Як члени одного з автохтонних стародавніх хорватських племен, Шубичі населяли і володіли значною частиною сьогоднішніх Равні-Котар і Буковиці, на захід від річки Крка, у внутрішній частині Далмації. Їхній осідок знаходився в Брибирі в однойменній парафії (у римські часи тут був муніципій Варварія), тому володарі фортеці в Брибирі та всієї величезної території були відомі в історичних документах як «брибирські жупани» (лат. iupanus), потім з часів хорватського короля Петра Крешимира IV (1058—1074), а пізніше як князі Брибірські (лат. nobiles, comites або principes Breberienses). Вони згадуються в Супетарському картулярії як одна з шести сімей, з яких обиралися бани, і які обирали короля, якщо той помер без спадкоємця.
Фортеця Брибир, розташована на пагорбі над родючим полем, розташована приблизно за дванадцять кілометрів на північний захід від Скрадина, домінувала в стратегічних напрямках області, і будь-хто, хто нею володів, контролював усі дороги, що ведуть від моря до внутрішніх районів. На додаток до нього Шубичі придбали дві сусідні фортеці в цьому районі, Островицю та Скрадин, які також мали гарне стратегічне розміщення.

## Злети і падіння
Значний підйом Шубичів розпочався на початку XII ст., коли вони разом із представниками інших хорватських племен, загалом їх було дванадцять, уклали державний договір (Pacta Conventa) з угорським королем Коломаном з династії Арпадовичів у р. 1102.

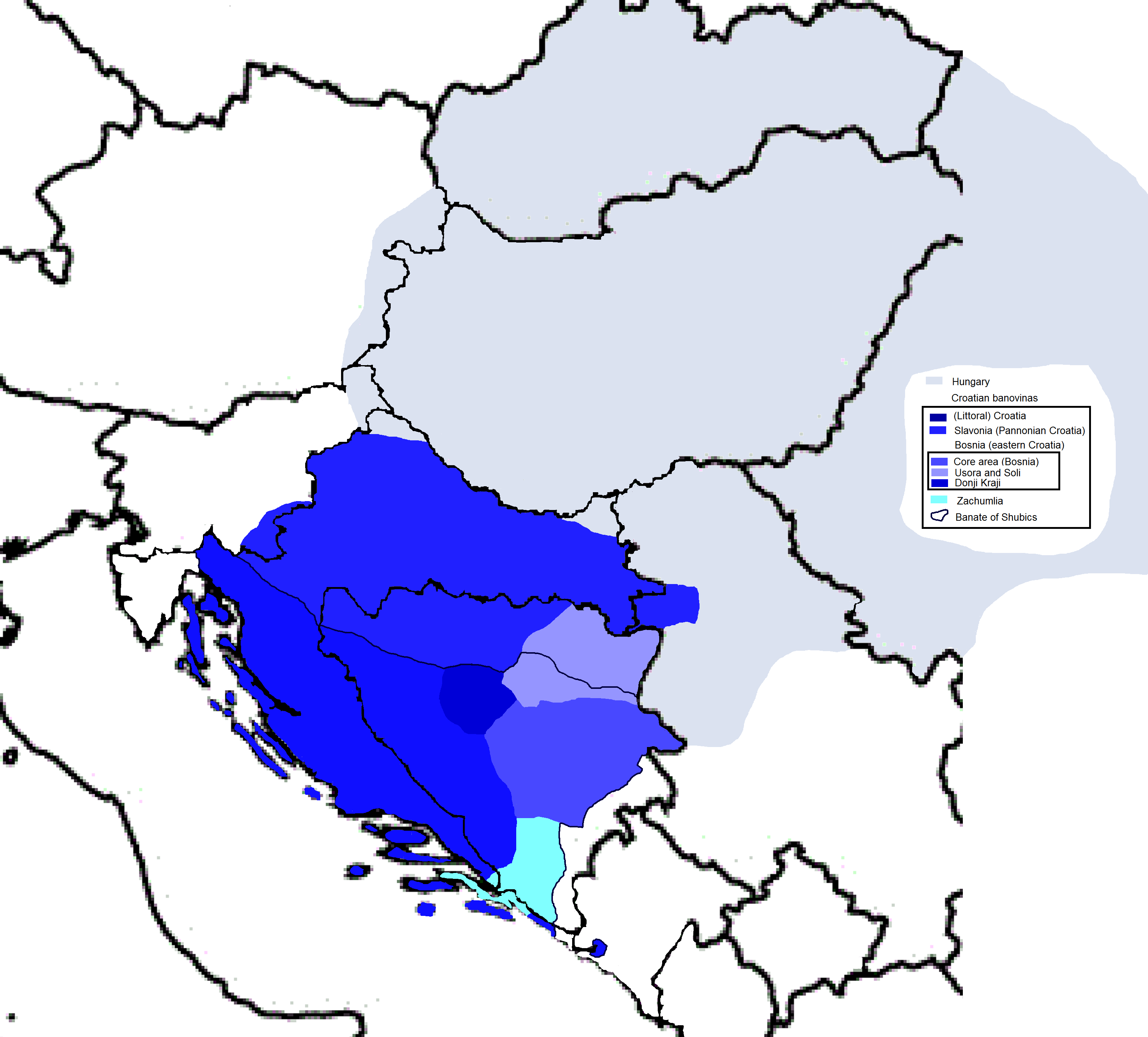
Хорватські землі під владою Шубича.

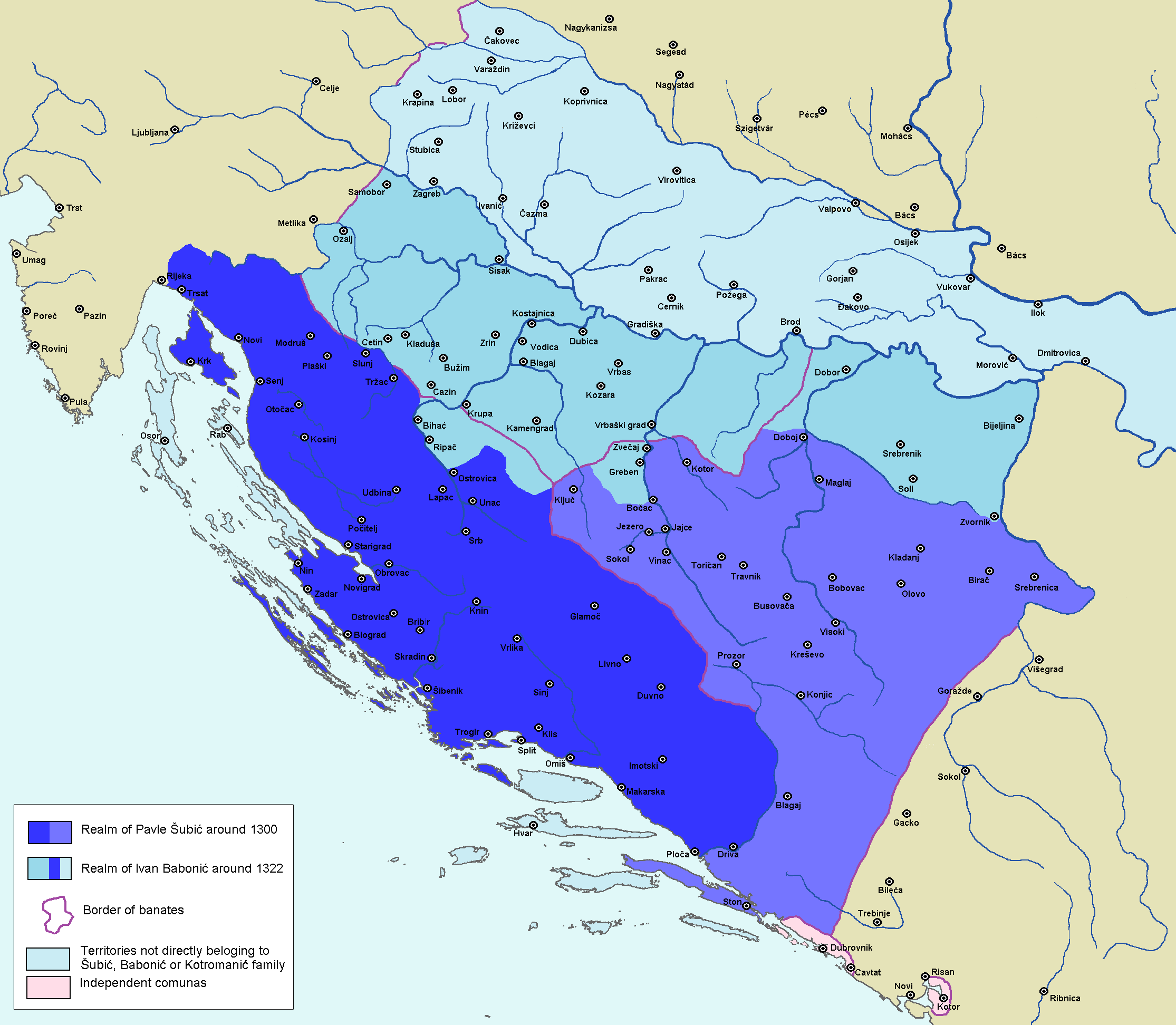
Володіння Шубичів, Бабоничів і Котроманичів у хорватських землях на початку XIV ст.

Протягом ХІІ і ХІІІ століть вони поширили свою владу, серед іншого, на міста на узбережжі Далмації, тому деякі члени цього знатного роду стали князями Спліта, Шибеника, Трогіра або Нину. Першим представником роду з титулом князя був Гргур, який жив наприкінці ХІІ століття. Історичні джерела стверджують, що його батько Мирослав у 1184 році вже титулувався жупаном, а Гргур згадувався як князь у 1201 році. Найімовірніше, що він отримав цей титул у період між 1184—1196 роками від хорватсько-угорського короля Бели III (правління 1172—1196 рр.). У 1251 році король Бела IV (онук Бели III) підтверджує Стьєпку II, тодішньому родоначальнику Брибирських князів, спадкове володіння Брибирським повітом.
Зміна титулу з жупана на князя, на думку істориків, не була лише термінологічною різницею, а означала суттєву зміну, оскільки жупан був (тільки) посадовою особою (не спадковою), яку обирав король в окремому окрузі, тоді як князь позначав спадкового главу повіту поза прямою владою короля, що водночас означало, що територія повіту практично ставала приватною власністю князя та його родини.
Влада роду Шубичів досягла свого піку в другій половині ХІІІ і на початку XIV століття під час правління сина Стьєпка Павла Шубича Брибирського, який був баном Хорватії з 1273 по 1312 рік і володарем Боснії та Хумської землі, здобувши собі втішний титул некоронованого хорватського короля.
Вже в наступному поколінні, під час правління сина Павла Младена, він зламав владу Брибирів у 1322 році за допомогою деяких хорватських шляхтичів, які виступали проти зростаючої влади Шубичів (наприклад, князь Неліпач і князі Куряковичі Крбав із старохорватського племені Гусичів), хорватсько-угорський король Карл Роберт із Анжуйської династії. Бан Младен, зазнавши військової поразки в битві біля Бліски (сьогодні Близна в Загорі), був ув'язнений в Угорщині і помер через двадцять років.
Трохи пізніше виникла брибирська гілка знатного роду Шубічів, брата Младена Павла II, який був змушений покинути свою історичну батьківщину, а в обмін на фортецю Островицю) отримав від короля маєток Зрін у тодішній Слов'янській землі, тобто Славонії (сьогодні це область центральної Хорватії), заснувавши так свій новий осідок. Ця гілка сприяла новому підйому, якого нащадки цього старого хорватського роду досягли протягом XVI та XVII століть (тоді вже як Зринські), породивши кількох відомих хорватських банів. Ця гілка, однак, пережила остаточний занепад і зникнення з політичної та життєвої сцени.

## Послаблення влади і зникнення Брибірської гілки
Після поразки бана Младена II. у битві під Блісками Шубічі залишилися без влади над значною частиною своїх колишніх територій, втративши колишню величезну владу та вплив, які мав бан Павло. Проте, брати Младена, а згодом і його племінники (Младен III, Павло III, Божидар, Юрай III — майбутній Юрай I Зринський і Прібко) зберегли частину своїх фортець і далматинських міст, серед яких Брибир, Скрадин, Кліс і Оміш. Керівництво кланом спочатку перебрав Юрай II, а потім його син Младен III (до його передчасної смерті від чуми в 1348 році). Після тієї трагедії влада і вплив брибирчан ще більше ослабли.
Останнім князем Брибира і найвидатнішим представником роду після того періоду був Яків II, праправнук Павла III, брат Младена III, який займав посаду хорватського підбана за часів бана Карла Куряковича Крбавського (1411—1413). Зі смертю Якова в 1456 році головна Брибірська гілка Шубичів припинила своє існування, оскільки Яків не мав наступника.

## Гілки та члени шляхетського роду Шубічів
Враховуючи кількість членів шляхетського роду Шубичив, під час їх правління було створено ряд гілок. Історичні джерела стверджують, що, окрім вже згаданого роду Зринських, у XIV—XV століттях існували такі гілки: Славогостичі, Угриничі, Стипаничі, Мисеричі, Марковичі, Стойшичі, Баничі, Ніколичі, Обрадичі та Кривчичі. Спадкоємці Обрадичів переїхали до Угорщини в XVІ столітті і стали відомі як Меличі Брибирські (Brebiri Melith), а спадкоємці Кривчичів фігурували як князі Перана, які, за деякими даними, вимерли в 1786 році. Крім того, група жителів Брибі стала громадянами Задара, а оскільки Задар на той час перебував під владою Венеції, також громадянами Венеції.

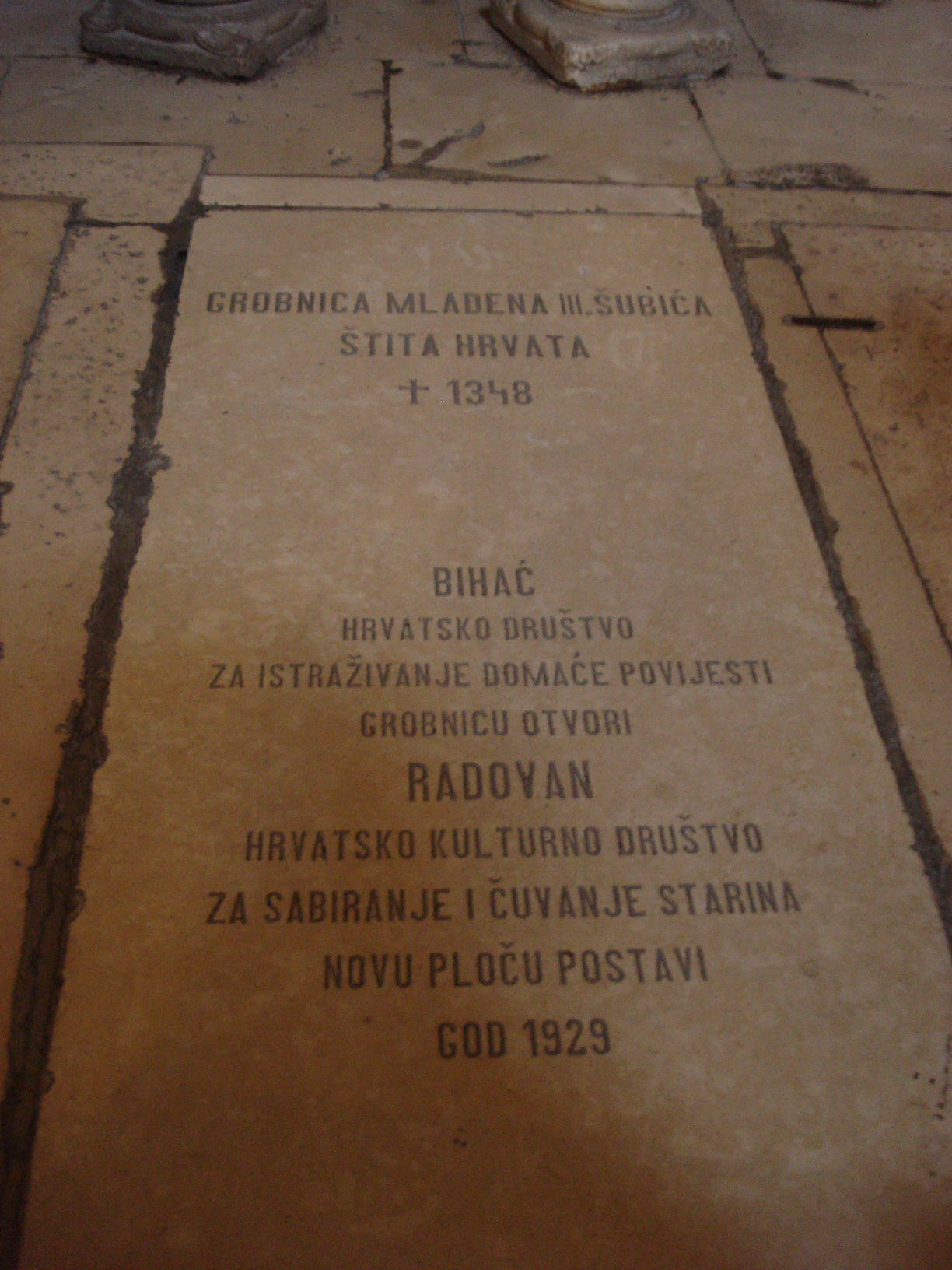
Надгробок Младена III Шубича Брибирського в Трогірському соборі

Найважливішими представниками Шубичів Брибирських були:
- Григорій II (III), князь Брибира, Спліта і Шибеника (1217—1235 рр.).)
- Степан I, брат Григорія, князь Брибира і Трогіра (1217—1238)
- Степко ІІ, син Степана, князь Трогірський (1239—1240), бан приморський (1244), († 6 серпня 1274)
- Павло I, син Степка, (*1245, †1312), хорватський бан (1273—1312))
- Младен I, брат Павлова, князь Сплітський (1283—1298), боснійський бан (1299—1304), (†1304))
- Младен IІ, (старший) син Павла, (*близько 1270, †близько 1343), хорватський бан (1312—1322), боснійський бан (1304—1322), князьСплітський (1294)
- Георгій II, (другий) син Павла, (*близько 1275, †1330), князь Сплітський (1300—1330)
- Павло II, (третій) син Павла, (†1346), князь Трогірський (1305—1315), князь Островицький (1333—1346)
- Младен III, син Георгія II, (*близько 1315; †1348), князь Кліса (1330—1348)
- Єлена, дочка Георгія II, (*бл. 1306, †бл. 1378), хорватська принцеса, дружина боснійського дворянина Владислава Котроманича, мати короля Твртко I
- Юрай III, син Павла II і Єлизавета Франкопан, (†1361), князь Островиці, отримав в обмін Зрін (30 липня 1347) і став Юраєм I Зринським
- Яків II, праправнук Павла III, брат Младена III, (†1456), хорватський підбан (1411) і останній князь Брибирський

## Зрінська гілка
З усіх гілок Шубичів найважливішою є та, яка володіла важливим містом Зрин на Зринській горі, на захід від Хорватської Костайниці. 30 липня 1347 року король Людовік Анжуйський передав цю фортецю неповнолітньому Юраю III в обмін на власність у районі поблизу Брибира з центром у фортеці Островиця (син померлого островицького князя Павла II) та його дядька та опікуна Гргура III (за іншою номенклатурою Григорія IV) Шубичу Брибирському. За своїм новим місцем, молодий князь став і став іменуватися Юраєм І Зринським, а його спадкоємці стали членами знатного роду Зринських.
Через історичні обставини (зростання небезпеки з боку агресивних османів, зміна правлячих домів на хорватсько-угорському престолі тощо), а також через шлюбні зв'язки, Зринські змінювали свої маєтки, здебільшого набуваючи їх у напрямку заходу та півночі, і втрачаючи їх на півдні та в центральній частині Хорватії. У часи найбільшої турецької небезпеки та експансії володіння Зринських були втиснуті в ту частину Хорватії, відому як reliquiae reliquiarum olim inclyti regni Croatiae (залишки колись славетного Хорватського королівства), а їхній центр знаходився на крайній півночі, в укріпленому місті Чаковець.
Зі смертю Івана Антуна Зринського у в'язниці в Ґраці в 1703 році великий рід Зринських був згас.

## Див. також

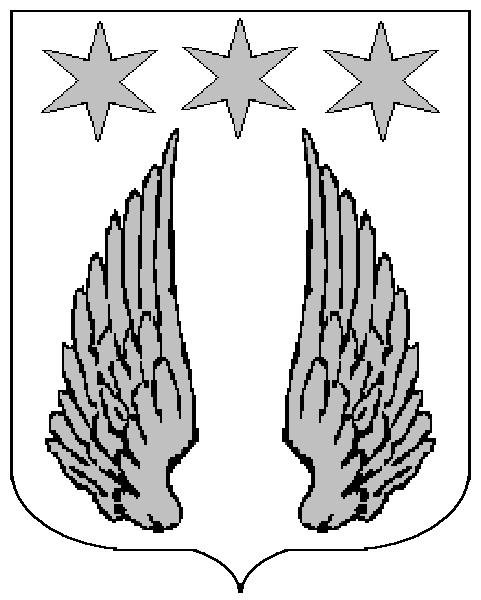
Герб родини Шубічів Брибирських